# Justerini & Brooks

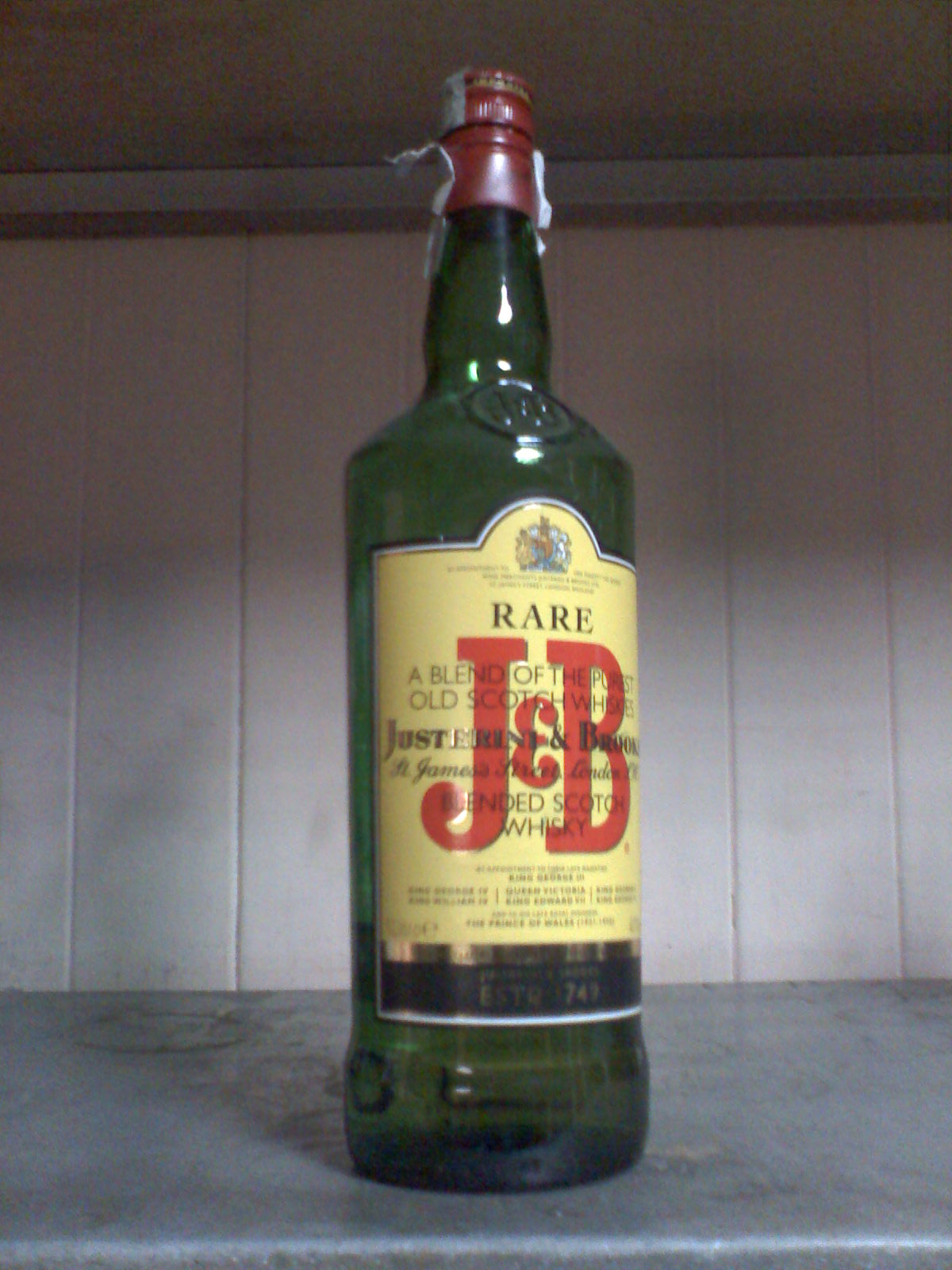
J&B Rare Blend

Justerini & Brooks (kurz J&B) ist ein auf Wein- und Spirituosenhandel spezialisiertes Unternehmen, das vor allem Hotels und Restaurants, aber auch Privatkunden beliefert. Weltweit bekannt wurde es durch seinen gleichnamigen Blended Scotch Whisky. Das Unternehmen gehört heute zum weltweit operierenden Getränkekonzern Diageo.

## Geschichte
Das Unternehmen geht auf den italienischen Einwanderer Giacomo Justerini (ursprünglich wohl Giustarini) zurück, der in London einen Importhandel für Wein und südländische Destillate eröffnete. Das Unternehmen entwickelte sich zu einem führenden Wein- und Spirituosenlieferanten für Adelshäuser, zu den Kunden gehörte auch König Georg III. 1831 wurde der Betrieb von Alfred Brooks gekauft, das Unternehmen in den heute noch gültigen Namen umbenannt. In den 1950ern schloss sich das Unternehmen mit anderen zu den United Wine Traders zusammen, die 1962 in den International Distillers & Vintners (IDV) aufgingen. IDV wurde 1972 von Grand Metropolitan gekauft, das schließlich 1997 mit der St. James’s Gate Brewery zu Diageo fusionierte.

## Whisky
J&B Rare Blend, die Standard-Whiskysorte von J&B, ist ein Blend aus 42 Scottish-Malt- und Grain-Whiskys.
Des Weiteren gehören zum J&B-Sortiment folgende Marken:
- J&B Reserve 15-year old
- Jet 12-year old and Exception (ein nur in Frankreich erhältlicher Pure Malt)
- J&B Select und Ultima (wurden nicht weitergeführt)

## J&B in Film und Literatur
- J&B Flaschen sind besonders häufig in den italienischen Filmen der 1960er und 1970er Jahre zu sehen. In den sogenannten Giallos und Poliziottescos taucht das Getränk sehr häufig auf.
- Als Film mit den J&B Einblendungen gilt Das Schlitzohr und der Bulle von Umberto Lenzi.
- Im Film Es war einmal in Amerika von Sergio Leone trinkt Robert De Niro als Noodles J&B in der Bar seines alten Freundes.
- Im Film Scarface von Brian De Palma trinkt Al Pacino als Antonio „Tony“ Montana J&B.
- Im Film Good Fellas – Drei Jahrzehnte in der Mafia von Martin Scorsese lässt sich Ray Liotta als Henry Hill eine Flasche J&B ins Gefängnis schmuggeln.
- Im Roman American Psycho von Bret Easton Ellis bestellt der Protagonist Patrick Bateman häufig J&B in Bars, Clubs und Restaurants.
- Im Film Das Ding aus einer anderen Welt (1982) von John Carpenter trinkt Kurt Russel als R. J. MacReady mehrmals J&B.
- Im Film Einer flog über das Kuckucksnest von Miloš Forman besorgt Marya Small als Candy u. a. eine Flasche J&B, als sie von Jack Nicholson als Randle Patrick McMurphy des Nachts in die Anstalt zum Feiern eingeschleust wird.
- Im Film Kaltblütig, nach dem Buch von Truman Capote, ist zeitweise eine J&B Flasche zu sehen.
- In Filmen von John Cassavetes, u. a. in Opening Night, wird häufig J&B getrunken.
- Im Film Zu schön für Dich von Bertrand Blier steht eine Flasche J&B neben einer Schreibmaschine, während der betrogene Schriftsteller Pascal seiner Partnerin Colette eine Szene macht.